# Скендербегов трг (Приштина)
Скендербегов трг је градски трг у Приштини.

## Место и историја
Након завршетка рата на Косову и Метохији, Албанци су 2001. године у центру Приштине подигли споменик у част Скендербегу, средњовековном борцу против Османског царства и исламизације. Током путовања од четири дана, споменик је донет из Кроје у Приштину. Сличан споменик већ постоји у Тирани, Скопљу и другим местима у Европи. Скендербег је приказан на коњу са подигнутом десном ногом, а мач му је усмерен ка земљи. На Скендербеговом тргу налази се спомен-обележје посвећено жртвама рата на Косову и Метохији, као и низ фотографија које приказују нестале особе. Скендербегов трг се са једне стране граничи са Тргом Ругова, који је добио име по Ибрахиму Ругови, а са друге стране Булеваром Мајке Терезе, названом по Светој Терези од Калкуте. Уз Тирану и Скопље, Приштина је један од градова у којима је постављен један од највећих споменика Скендербегу.

## Галерија
- Двојезична табла која означава Скендербегов трг
- Скендербегов споменик
- Скендербегов трг
- Парада Косовских безбедносних снага на тргу
- Ратни споменик посвећен жртвама рата на Косову и Метохији
- Плакат са фотографијама несталих из сукоба
- Плакат и заставе у част Ослободилачке војске Косова
- Плакат са фотографијама несталих особа
- Постер Скендербега на тргу
- Плоча на постаменту Скендербеговом споменику
- Скендербегов споменик на старом постољу (2000-е)
- Скендербегов споменик на новом постољу (2010-е)